# Fan ta' bofinken
Fan ta' bofinken (franska: Les Aventures de Rabbi Jacob) är en fransk-italiensk komedifilm från 1973 i regi av Gérard Oury.

## Rollista i urval
- Louis de Funès - Victor Pivert
- Suzy Delair - Germanie Pivert
- Miou-Miou - Antoinette Pivert
- Marcel Dalio - rabbi Jacob
- Claude Giraud - Slimane
- Renzo Montagnani - överste Fares
- Henri Guybet - Salomon
- Claude Piéplu - Andreani